# 広島県立呉工業高等学校
広島県立呉工業高等学校（ひろしまけんりつくれこうぎょうこうとうがっこう）は、広島県呉市に所在する公立高等学校。

## 概要
歴史
1939年（昭和14年）に市立の工業学校として発足。1948年（昭和23年）の学制改革の際には新制の工業高等学校となる。翌1949年（昭和24年）には工業科・電気科に加え普通科・生活科を有する総合制高等学校「広島県呉阿賀高等学校」に改編される。1950年（昭和25年）には定時制課程が設置される。1959年（昭和34年）には普通科・生活科を廃止の上、呉工業高等学校として再出発し、現在に至る。2019年（令和元年）に創立80周年（定時制創立69周年）を迎えた。
校章
1949年（昭和24年）- 総合制高等学校「広島県呉阿賀高等学校」の発足当時に制定された。竹の葉と波の絵を合わせたものを背景にし、「高」の文字を置いている。

## 沿革
出典
旧・工業学校時代
- 1939年（昭和14年）4月27日 - 乙種工業学校として「呉市立工業学校」が呉市東畑町に開校。
  - 東高等小学校（現・呉市立東畑中学校）を仮校舎とする。
  - 本科（修業年限：3ヶ年、入学定員：165名）機械科・電気科を設置。
  - 第二本科（修業年限：2ヶ年）機械科を設置。
- 1942年（昭和17年）3月20日 - 甲種工業学校に昇格。
- 1943年（昭和18年）
  - 8月20日 - 呉市阿賀町中畑556番地の1に移転。
  - 10月29日 - 電気事業主任技術者第3種の資格授与が認可される。
- 1947年（昭和22年）3月22日 - 第二本科機械科を廃止。

新制・工業高等学校
- 1948年（昭和23年）
  - 5月3日 - 学制改革（六・三・三制の実施）により、旧工業学校が廃止され、新制高等学校「呉市立工業高等学校」が発足。
  - 5月25日 - 新制高等学校としての開校式を挙行。
- 1949年（昭和24年）4月30日 - 広島県内公立高等学校の再編（高校三原則）により改編され、総合制高等学校「広島県呉阿賀高等学校」（市立）が発足。
  - 校地は継承され、通常課程（現・全日制課程）4学科（普通科・生活科・機械科・電気科）を設置。
- 1950年（昭和25年）
  - 4月11日 - 定時制課程2学科（機械科・電気科）を設置し、修業年限を4ヶ年とする。
  - 8月10日 - 硬式野球部が第32回全国高等学校野球選手権大会（夏の甲子園）に初出場。
- 1951年（昭和26年）3月1日 - 広島県に移管され、「広島県呉阿賀高等学校」（県立）となる。
- 1952年（昭和27年）6月26日 - 電気事業主任技術者検定規則第7条の2の規定により、第一次試験が免除される。（通産省告示第144号）
- 1955年（昭和30年）4月11日 - 機械科を1学級増設。（機械科2学級・電気科1学級編成）
- 1956年（昭和31年）5月26日 - 昭和31年度文部省より産業教育研究校に指定される。
- 1957年（昭和32年）4月1日 - 普通科と生活科の募集を停止。
- 1959年（昭和34年）
  - 3月31日 - 最後の卒業生を送り出し、普通科と生活科を廃止。
  - 4月1日 - 「広島県呉工業高等学校」と改称。単科制工業高校として再出発。
- 1960年（昭和35年）4月1日 - 計測工業科を設置。
- 1962年（昭和37年）4月1日 - 通常課程を全日制課程と改称。計測工業科を1学級増。
- 1963年（昭和38年）4月1日 - 金属工業科を1学級設置。
- 1968年（昭和43年）10月1日 - 「広島県立呉工業高等学校」（現校名）と改称（県の後に「立」が加えられる）。
- 1969年（昭和44年）4月1日 - 定時制課程が広島県立呉高等職業訓練校と技能連携教育を開始。
- 1975年（昭和50年）5月 - 昭和50年度・51年度の2年間、文部省教育課程研究校に指定される。
- 1987年（昭和62年）4月1日 - 計測工業科を改編し、電子機械科を2学級設置。
- 1989年（平成元年）3月31日 - 計測工業科を廃止。
- 1990年（平成2年）4月1日 - 金属工業科を改編し、材料工学科を1学級設置。
- 2003年（平成15年）4月1日 - 定時制課程が単位制に移行。
- 2016年（平成28年）4月1日 - 機械科(2学級)と材料工学科(1学級)を機械・材料工学科(2学級)として一括募集となり1学級減。

## 著名な出身者
- 荒川正嘉（元プロ野球選手、名古屋金鯱軍）
- 野田義治（イエローキャブ社長）
- 岡平健治（歌手・19）
- 畑俊二（四国学院大学硬式野球部監督、元国士舘大学硬式野球部監督）
- 川西幸一（ミュージシャン・ユニコーン）
- 手島いさむ（ミュージシャン・ユニコーン）
- 高野圭佑（プロ野球選手・阪神タイガース/投手）
- 谷龍介（演歌歌手）
- 長町三生（工学者、「感性工学」の日本における創始者）